# Ондржей Кратена
Ондржей Кратена (чеськ. Ondřej Kratěna; нар. 21 квітня 1977, Челадна, Чехословаччина) — чеський хокеїст, який з травня 2011 року, виступає за ХК «Пльзень» (чеська екстраліга). Восьмиразовий чемпіон Чехії.

## Ігрова кар'єра
Ондржей почав свою кар'єру в 1994 році в ХК «Оломоуць», дебютував в 1995 чеській екстралізі. У сезоні 1995/96 років він був одним з найкращих форвардів-новобранців, грав разом з Міхалом Брошем і Яном Томайко. В кінці 1996 року, приєднався до ХК «Всетін», саме тут він став триразовим чемпіоном Чехії у 1997, 1998 та 1999 році. З 1999 року Кратена виступає за ХК «Спарта» (Прага), проведе в цьому клубі вісім сезонів, стає чемпіоном Чехії у 2000 році (вчетверте поспіль) та 2002 році. У плей-оф у сезоні 2001/02 Ондржей став найкращим бомбардиром набравши 18 очок, так само, як і його партнер Міхал Брош. Брош в 2005 році переїхав до Фінляндії, Кратена залишився у «Спарті» та здобув шостий титул чемпіона Чехії. У наступному сезоні здобуває сьому перемогу в чемпіонаті, а також стає найкращим в чеській екстралізі за рейтингом плюс/мінус, маючи в активі +29.
Влітку 2007 року Кратена переїздить до Фінляндії, де підписує контракт з чемпіоном Фінляндії клубом Кярпят з СМ-ліги. Там він грає разом зі своїм співвітчизником Міхалом Брошем (до цього грали разом в ХК «Оломоуць», ХК «Всетін» та Празі. Чехи в складі «Кярпят» стають чемпіонами Фінляндії, після цього успіху, вони повернулися до Чехії в празький клуб (буде виступати до 2011 року). З 2011 року виступає за інший клуб вищого дивізіону Чехії ХК «Пльзень». В плей-оф сезону 2011/12, в чвертьфіналі сприяв перемозі над ХК «Злін» в серії 4:3 (3:2, 5:1, 0:1, 4:5 ОТ, 3:2 Б, 2:4, 4:2), а в півфіналі програли Кометі Брно 1:4 (3:4, 0:1, 0:1, 3:2, 2:7) та вибули з подальшої боротьби. В сезоні 2012/13 його клуб посів в регулярному чемпіонаті третю сходинку, в плей-оф перемогли ХК «Літвінов» 4:3 (0:1, 2:1, 0:3, 4:3 Б, 1:2 Б, 5:2, 4:3), в півфіналі празьку «Славію» 4:2 (0:3, 1:0, 4:2, 2:3, 5:4, 4:2), а у фіналі здолали ХК «Злін» в серії 4:3 (3:0, 2:3 Б, 0:3, 5:2, 2:1, 2:5, 4:3 ОТ2), таким чином Ондржей завоював свою восьму золоту медаль чемпіона Чехії.

## На рівні збірних
На рівні збірних виступав на чемпіонаті Європи U-18 в 1995 році. У 1996 та 1997 році виступав у складі збірної Чехії на молодіжному чемпіонаті світу. Виступав і в складі національної збірної на двох чемпіонатах світу, здобув бронзові медалі у 1997 році.

## Досягнення
На клубному рівні Ондржей Кратена входив до збірної усіх зірок Кубка Шпенглера у 2004 році.